# Vela nos Jogos Pan-Americanos de 2019 - Nacra 17
A competição de Nacra 17 nos Jogos Pan-Americanos de 2019 realizou-se de 4 a 9 de agosto no Yacht Club Peruano, na cidade de Paracas. Disputaram-se 13 regatas (12 classificatórias e a regata das medalhas).

## Formato da competição
A prova consistiu em 12 regatas classificatórias e uma de definição das medalhas. A posição em cada regata traduziu-se em pontos (o primeiro classificado somava um ponto na classificação, enquanto o 11º, por exemplo, somava 11 pontos), que foram acumulados de regata a regata para obter a classificação. Após a fase classificatória, as cinco melhores duplas se classificaram à regata da medalha. Nesta fase, os pontos acumulados nas regatas classificatórias foram somados aos pontos da regata final.

## Medalhistas
| Ouro   | USA Riley Gibbs e Anna Weis             |
| Prata  | ARG Mateo Majdalani e Eugenia Bosco     |
| Bronze | BRA Samuel Albrecht e Gabriela Nicolino |

## Calendário
Horário local (UTC-5).
| Data        | Horário | Fase               |
| ----------- | ------- | ------------------ |
| 4 de agosto | 12:00   | Regata 1 e 2       |
| 5 de agosto | 14:00   | Regata 3 e 4       |
| 6 de agosto | 14:30   | Regata 5, 6, 7 e 8 |
| 7 de agosto | 11:00   | Regata 9, 10 e 11  |
| 8 de agosto | 14:00   | Regata 12          |
| 9 de agosto | 14:00   | Regata final       |

## Resultados
| Pos.              | Velejador                              | Nacionalidade      | Regata   | Regata   | Regata   | Regata   | Regata   | Regata   | Regata   | Regata   | Regata   | Regata   | Regata   | Regata   | Regata | Total pontos | Pontuação final |
| Pos.              | Velejador                              | Nacionalidade      | 1        | 2        | 3        | 4        | 5        | 6        | 7        | 8        | 9        | 10       | 11       | 12       | F      | Total pontos | Pontuação final |
| ----------------- | -------------------------------------- | ------------------ | -------- | -------- | -------- | -------- | -------- | -------- | -------- | -------- | -------- | -------- | -------- | -------- | ------ | ------------ | --------------- |
| Medalha de ouro   | Riley Gibbs Anna Weis                  | USA Estados Unidos | (8)      | 3        | 1        | 1        | 1        | 1        | 1        | 1        | 4        | 2        | 1        | 3        | 4      | 31           | 23              |
| Medalha de prata  | Mateo Majdalani Eugenia Bosco          | ARG Argentina      | 3        | 1        | 4        | 2        | 2        | 2        | 2        | 3        | 2        | (10)     | 3        | 1        | 2      | 37           | 27              |
| Medalha de bronze | Samuel Albrecht Gabriela Nicolino      | BRA Brasil         | 1        | 2        | 3        | 3        | 3        | 3        | 3        | 2        | (12) UFD | 1        | 2        | 2        | 6      | 43           | 31              |
| 4                 | Pablo Defazio Dominique Knüppel        | URU Uruguai        | 6        | 6        | 2        | (10)     | 4        | 4        | 4        | 5        | 1        | 3        | 4.5 RDS  | 4        | 8      | 61.5         | 51.5            |
| 5                 | Javier Arribas Cristina Salinas        | PER Peru           | 4        | 4        | 5        | 5        | 5        | (8)      | 5        | 4        | 6        | 4        | 7        | 8        | 10     | 75           | 67              |
| 6                 | Enrique Figueroa Gretchen Ortiz        | PUR Porto Rico     | 5        | 7        | 7        | 6        | 7        | 6        | 7        | 6        | 3        | 5        | 4        | (9)      | —      | 72           | 63              |
| 7                 | Jason Hess Katya Castellanos           | GUA Guatemala      | 2        | 5        | 6        | 4        | 8        | 9        | 8        | 8        | (12) UFD | 7        | 5        | 6        | —      | 80           | 68              |
| 8                 | Cecilia Wollmann Michael Wollmann      | BER Bermudas       | 7        | (9)      | 8        | 7        | 6        | 5        | 6        | 7        | 7        | 6        | 8        | 5        | —      | 81           | 72              |
| 9                 | Allison Surrette Maxwell Flinn         | CAN Canadá         | 9        | (10)     | 9        | 8        | 10       | 7        | 9        | 9        | 5        | 8        | 6        | 7        | —      | 97           | 87              |
| 10                | Sebastián Fuenzalida Trinidad González | CHI Chile          | 10       | 8        | 10       | 9        | 9        | 10       | 10       | 10       | 8        | 9        | 9        | (12) DNF | —      | 114          | 102             |
| 11                | Yamil Saba Andrea Saba                 | VEN Venezuela      | (12) DNS | (12) DNS | (12) DNS | (12) DNS | (12) DNS | (12) DNS | (12) DNS | (12) DNS | (12) DNS | (12) DNS | (12) DNS | (12) DNS | —      | 144          | 132             |

Legenda
| Recorde mundial                  | Recorde mundial (World record)               |                       | Recorde africano                      | Recorde africano (African) |                                           | Q | Classificado por posição (Qualified) |
| Recorde dos Jogos Pan-Americanos | Recorde pan-americano (Pan-American record)  | Recorde da América    | Recorde da América (Americas)         | q                          | Classificado por melhor tempo (Qualified) |   |                                      |
| Melhor marca do ano              | Melhor marca do ano (World leading)          | Recorde asiático      | Recorde asiático (Asian)              | DNS                        | Não largou (Did not start)                |   |                                      |
| Recorde nacional                 | Recorde nacional (National record)           | Recorde europeu       | Recorde europeu (European)            | DNF                        | Não terminou (Did not finish)             |   |                                      |
| Recorde pessoal                  | Recorde pessoal do atleta (Personal best)    | Recorde da Oceania    | Recorde da Oceania (Oceania)          | DSQ / DQ                   | Desclassificado (Disqualified)            |   |                                      |
| Recorde da temporada             | Recorde da temporada do atleta (Season best) | Recorde sul-americano | Recorde sul-americano (South America) | NM                         | Sem marca (No mark)                       |   |                                      |

### Vela
| M   | Regata da Medalha da qual só participam os dez primeiros colocados das regatas anteriores  |  |  | CAN | Regata cancelada |
| BFD | Desclassificado por bandeira preta (Black Flag Disqualified)                               |  |  |     |                  |
| UFD | Desclassificado por bandeira "U" (U Flag Disqualified)                                     |  |  |     |                  |
| OCS | Largada queimada (On the Course Side of the starting line)                                 |  |  |     |                  |
| DNE | Desclassificação sem eliminação (infração a um item do regulamento da prova – Did Not End) |  |  |     |                  |